# See You in My 19th Life
See You in My 19th Life är en sydkoreansk romantik- och komediserie från 2023 som hade premiär på strömningstjänsten Netflix den 17 juni 2023. Första säsongen består av tolv avsnitt. Serien är baserad på en tecknad serie skriven av Lee Hey och den är regisserad av Lee Na-Jeong.

## Handling
Serien kretsar kring tjejen Ban Ji-eum som har förmågan att återfödas om och om igen, och även minnas sina tidigare liv. Hennes artonde liv avslutas tidigt på grund av en trafikolycka och hon bestämmer sig för att vika det nittonde livet till att återbesöka personer hon mött tidigare liv.

## Rollista (i urval)
- Shin Hye-sun - Ban Ji-eum
  - Park So-yi - Ban Ji-eum, som ung
- Ahn Bo-hyun - Moon Seo-ha
  - Jung Hyeon-jun - Moon Seo-ha, som ung
- Ha Yoon-kyung - Yoon Cho-won
  - Ki So-yoo - Yoon Cho-won, som ung
- Ahn Dong-goo - Ha Do-yoon

- Cha Chung-hwa - Kim Ae-kyung